# Georges Schmits
Georges Schmits (* 25. November 1934 in Welkenraedt; † 3. Juni 2015 in Bilstain (Limbourg)) war ein belgischer Oberstufenlehrer (Studienrat), Romanist und Kunsthistoriker.

## Leben
Er studierte Literatur und Kunstgeschichte, später wurde er in diesen Fächern in Brüssel und Paris (Sorbonne)  promoviert: 1970 in romanischer Philologie, mit einer Dissertation über Guillaume Apollinaire und 1973 in Kunstgeschichte zu dem Thema Situation de la peinture naïve. Er war von 1962 bis zu seiner Pensionierung, Französisch- und Kunstgeschichtelehrer am Collège Patronné in Eupen. 1988 wurde er mit dem Prix Charles Plisnier und 1990 mit dem Prix Tristan Derème ausgezeichnet.

## Schriften (Auswahl)
- L’art naïf en Wallonie et à Bruxelles. Namur 1977, OCLC 52874431.
- Léon Greffe. à la mémoire de Robert Rousseau. Liège 1984, ISBN 978-2-8021-0066-9.
- Portraits de Jean Pellerin. Dolhain 1985, OCLC 468984132.
- François & Armand Funcken. Verviers 1988, OCLC 26588385.